# وليام ليثابي
وليام ليثابي (بالإنجليزية: William Lethaby)‏ (و. 1857 – 1931 م) هو مهندس معماري، ومؤرخ معماري من المملكة المتحدة.

## حياته
ولدت ليثابي في بارنستابل، بمقاطعة ديفون، وهو ابن حرفي ليبرالي وواعظ علماني. بعد الدراسة في مدرسة بارنستابل للفنون والتدريب المهني المبكر تحت إشراف مهندس معماري محلي وجد عملًا في لندن عام 1879 ككاتب رئيسي للمهندس المعماري ريتشارد نورمان شو. سرعان ما تنبّه شو إلى موهبة ليثابي كمصمم وكان على ليثابي أن يساهم بقطع كبيرة من العمل في المباني الكبرى التي صممها شو، مثل: مبنى سكوتلاند يارد في لندن، وجراغسايد في نورثمبرلاند.
أثناء عمله لدى شو، انخرط ليثابي في جمعية حماية المباني القديمة، التي قامت بحملة للحفاظ على سلامة وأصالة المباني القديمة ضد الممارسة الفيكتورية المتمثلة في "تحسينها" إلى درجة إعادة بنائها وإعادة تصميمها بالكامل تقريبًا. ومن خلال هذا أصبح صديقًا شخصيًا لرُوّاد حركة الفنون والحرف ويليام موريس وفيليب ويب، وأصبح عضوًا مهمًا ومؤثرًا في دائرتهم، وعمل كمؤسس مشارك لنقابة عمال الفن في عام 1884،وانتُخِبَ سيّدًا في عام 1911. لقد كان طوال حياته اشتراكيًّا.
شُكِّلتْ النقابة من نواة مستمدة من مجموعتين منفصلتين: جمعية سانت جورج للفنون، وهي مجموعة من المهندسين المعماريّين الذين خدموا في مكاتب نورمان شو، بما في ذلك إرنست نيوتن، ميرفين ماكارتني، ريجنالد بارات، إدوين هاردي، ليثابي وإدوارد شرودر بريور، وجمعية الخمسة عشر، أسسها المصمم والكاتب لويس فورمان داي، والرسام والمصمم والتر كرين. كتب بريور نشرة النقابة. اجتمعت في البداية في غرف نيوتن بالقرب من كنيسة القديس جورج، بلومزبري.

## وفاته
توفي في بادنغتون، وبيزووتر، عن عمر يناهز 74 عاماً.